# Koszykówka na Igrzyskach Śródziemnomorskich 2009
Koszykówka na Igrzyskach Śródziemnomorskich 2009, odbyła się w 4 obiektach: PalaElettra w Pescarze, Hali sportowej "Ortona" w Ortonie, Pala Scapriano w Teramo oraz w hali PalaMaggetti w Roseto degli Abruzzi w dniach 27 czerwca – 4 lipca 2009 w Pescarze.

## Mężczyźni

### Grupa A
| Poz. | Drużyna   | Pkt | Mecze | Zwycięstwa | Porażki | Zdobyte kosze | Stracone kosze | +/- |
| ---- | --------- | --- | ----- | ---------- | ------- | ------------- | -------------- | --- |
| 1.   | Chorwacja | 6   | 3     | 3          | 0       | 228           | 200            | +28 |
| 2.   | Grecja    | 5   | 3     | 2          | 1       | 255           | 236            | +19 |
| 3.   | Serbia    | 4   | 3     | 1          | 2       | 216           | 228            | –12 |
| 4.   | Maroko    | 3   | 3     | 0          | 3       | 213           | 248            | –35 |

| Grecja | 91 – 70 | Serbia    |
| Maroko | 63 – 75 | Chorwacja |

| Chorwacja | 82 – 68 | Grecja |
| Serbia    | 77 – 66 | Maroko |

| Grecja    | 96 – 84 | Maroko |
| Chorwacja | 71 – 69 | Serbia |

### Grupa B
| Poz. | Drużyna    | Pkt | Mecze | Zwycięstwa | Porażki | Zdobyte kosze | Stracone kosze | +/- |
| ---- | ---------- | --- | ----- | ---------- | ------- | ------------- | -------------- | --- |
| 1.   | Turcja     | 6   | 3     | 3          | 0       | 315           | 248            | +67 |
| 2.   | Włochy     | 5   | 3     | 2          | 1       | 332           | 260            | +72 |
| 3.   | Czarnogóra | 4   | 3     | 1          | 2       | 223           | 278            | –55 |
| 4.   | Albania    | 3   | 3     | 0          | 3       | 210           | 294            | –84 |

| Turcja | 98 – 61  | Czarnogóra |
| Włochy | 106 – 69 | Albania    |

| Czarnogóra | 70 – 107 | Włochy |
| Albania    | 68 – 96  | Turcja |

| Albania | 73 – 92   | Czarnogóra |
| Turcja  | 121 – 119 | Włochy     |

### Ćwierćfinały
| Grecja | 85 – 67 | Czarnogóra |
| Turcja | 88 – 67 | Maroko     |

| Włochy    | 75 – 64 | Serbia  |
| Chorwacja | 94 – 70 | Albania |

### Półfinały
| Grecja | 82 – 79   | Turcja    |
| Włochy | 104 – 108 | Chorwacja |

### Mecz o 7. miejsce
| Czarnogóra | 68 – 62 | Serbia |

### Mecz o 5. miejsce

#### Półfinały o 5. lokatę
| Czarnogóra | 60 – 81 | Maroko  |
| Serbia     | 69 – 83 | Albania |

#### Finał o 5. lokatę
| Maroko | 108 – 67 | Albania |

### Mecz o 3. miejsce
| Turcja | 88 – 71 | Włochy |

### Finał
| Grecja | 60 – 72 | Chorwacja |

### Zestawienie końcowe drużyn
| Poz. | Drużyna    |
| ---- | ---------- |
|      | Chorwacja  |
|      | Grecja     |
|      | Turcja     |
| 4    | Włochy     |
| 5    | Maroko     |
| 6    | Albania    |
| 7    | Czarnogóra |
| 8    | Serbia     |

## Kobiety

### Grupa A
| Poz. | Drużyna   | Pkt | Mecze | Zwycięstwa | Porażki | Zdobyte kosze | Stacone kosze | +/-  |
| ---- | --------- | --- | ----- | ---------- | ------- | ------------- | ------------- | ---- |
| 1.   | Chorwacja | 4   | 2     | 2          | 0       | 219           | 106           | +113 |
| 2.   | Włochy    | 3   | 2     | 1          | 1       | 189           | 124           | +65  |
| 3.   | Albania   | 2   | 2     | 0          | 2       | 70            | 248           | –178 |

| Chorwacja | 130 – 35 | Albania |

| Włochy | 118 – 35 | Albania |

| Włochy | 71 – 89 | Chorwacja |

### Grupa B
| Poz. | Drużyna | Pkt | Mecze | Zwycięstwa | Porażki | Zdobyte kosze | Stracone kosze | +/- |
| ---- | ------- | --- | ----- | ---------- | ------- | ------------- | -------------- | --- |
| 1.   | Grecja  | 6   | 3     | 3          | 0       | 246           | 173            | +73 |
| 2.   | Serbia  | 5   | 3     | 2          | 1       | 215           | 169            | +46 |
| 3.   | Turcja  | 4   | 3     | 1          | 2       | 208           | 240            | –32 |
| 4.   | Malta   | 3   | 3     | 0          | 3       | 178           | 265            | –87 |

| Grecja | 102 – 57 | Malta  |
| Turcja | 64 – 80  | Serbia |

| Serbia | 53 – 57 | Grecja |
| Malta  | 73 – 81 | Turcja |

| Grecja | 87 – 63 | Turcja |
| Serbia | 82 – 48 | Malta  |

### Półfinały
| Chorwacja | 71 – 76 | Serbia |
| Grecja    | 60 – 63 | Włochy |

### Mecz o 5. miejsce

#### Półfinał o 5. lokatę
| Turcja | 63 – 43 | Malta |

#### Finał o 5. lokatę
| Albania | 60 – 89 | Turcja |

### Mecz o 3. miejsce
| Chorwacja | 77 – 62 | Grecja |

### Finał
| Serbia | 54 – 70 | Włochy |

### Zestawienie końcowe drużyn
| Poz. | Drużyna   |
| ---- | --------- |
|      | Włochy    |
|      | Serbia    |
|      | Chorwacja |
| 4    | Grecja    |
| 5    | Turcja    |
| 6    | Albania   |
| 7    | Malta     |

## Tabela medalowa
| Poz. | Państwo   |   |   |   | Łącznie |
| ---- | --------- | - | - | - | ------- |
| 1    | Chorwacja | 1 | 0 | 1 | 2       |
| 2    | Włochy    | 1 | 0 | 0 | 1       |
| 3    | Grecja    | 0 | 1 | 0 | 1       |
| 3    | Serbia    | 0 | 1 | 0 | 1       |
| 5    | Turcja    | 0 | 0 | 1 | 1       |